# V somraku kraljestva palčkov in škratov

## Slovenske pripovedke o palčkih, škratih, vedomcih in orkih
Poznamo mnogo pravljic v katerih nastopajo razna bajeslovna bitja, pa naj bodo to prijazna ali hudobna. Predstave in poznavanje teh bitij spremljajo človeka že o pradavnine naprej. V ljudskih verovanjih in pripovedkah, ki se prenašajo iz roda v rod prek ustnega izročila, nastopajo predvsem starejše predstave o bajeslovnih bitjih. 
Veliko prepletanja in podobnosti lahko zapazimo tudi med Slovenci v zamejstvu.

## Interpretacije pripovedk

### Palček
Pravljica Palček je pripovedka, ki nima znanega avtorja. Prav zato je pravljica ljudska. Pripovedovalec pravljice je tretjeosebni, saj opisuje sam potek pravljice. Izjema v pravljici so le dialogi med mamo in očetom, Palčkom in očetom, grofom in Palčkom ter med tolovaji in Palčkom. Prostor v pravljici ni opisan enotno, saj je iz vsebine pravljice razvidno, da dogajalni čas ni enoten. Traja več časa, koliko pa nam v pravljici ni natančno podano. Tudi dogajalni prostor ni enoten, saj nam pripovedovalec opiše več različnih prostorov, kot so dom, gozd, njiva, log. 
V pripovedki izrazito izstopa le ena oseba in to je Palček.
Motivno-tematske povezave: Palček upodablja bajeslovno bitje palčka, ki je bližnji sorodnik škrata. Poznamo različna imena za tovrstna bitja, kot so palček, palečnjak, ninek nendljek, na Pohorju pa mu pravijo tudi rabas. 
Palčki se od škratov ločijo predvsem po prijaznejšem značaju in pa po tem, da radi pomagajo ljudem v stiski in pri delu. Sem spadajo predvsem dela kot so, šivanje oblek, čevljev. Pomagajo pa jim tudi pri iskanju in obdelovanju dragih kamnov in kovin. 
palčke pogosto srečamo v ljudskih pripovedkah. Ena najbolj znanih je Sneguljčica in sedem palčkov, ki so jo pripovedovali kot domačo slovensko pravljico. 
Je pa na Slovenskem priljubljena tudi pravljica o Palčku.

### Birkmandeljc
Prav gotovo vsi poznate pravljico z naslovom Špicparkeljc. In pripovedka Birkmandeljc je pravzaprav ista kot pravljica o Špicparkeljcu. Pripovedka je ljudska, saj nima znanega avtorja. Dogajalni čas in prostor nista enotna, saj pripovedovalec razvleče pripoved za čas enega leta. 
Prostor v pripovedi zavzemajo hiša in pa gozd, kjer se srečata škrat in kmet. 
V pripovedki nastopata predvsem škrat, v podobi lovca, in pa kmet. 
Kmet je izrazito aktivna oseba, kar pa se izkaže šele na koncu, ko izsledi škrata in mu prisluhne. 
Škrat pa se predvsem na začetku izkaže kot zaupanja vredna oseba, ki drugemu sočloveku ponudi pomoč v stiski. Vendar pa je na koncu pripovedke razvidno, da se v podobi lovca skriva škrat, ki gleda le na svojo korist.
Če gledamo sedaj samo pripovedko z vidika kmeta, je bil le-ta dovolj prebrisan, da se je sploh domislil, da gre za škratom in ga razkrinka. Vendar pa gledano z vidika škrata, bi si verjetno le-ta mislil, da ga je kmet prevaral in izdal. Vendar pa vseeno ni tako. Konec koncev je bil škrat tisti, ki je kmetu nastavil zanko v katero ga je hotel ujeti s prevaro. 
Nauk te pripovedke naj bi bil, da se prevara ne splača in da je bolje, da delamo na pošten način. Saj se nam vse slej ko prej vrne. In če bomo delali pošteno, se nam bo pošteno vračalo nazaj.

### Škrat v kozarcu
Pripovedka je ljudska, saj nima znanega avtorja. Znani so samo nekateri zbiratelji. 
Čevljar v pripovedki je pošten in deloven človek, ki mu na bolje pomaga škrat. Čeprav so škratje na splošno znani kot nepošteni in neprijazni, se ta izkaže za malce bolj poštenega. 
K temu pa nas napelje prav njegova pomoč čevljarju, ko mu želi pomagati na bolje. Seveda pa vseeno nekaj terja v zameno. In to je, da ga izpusti in ga po tem, ko mu bo pomagal ne išče več. 
Dogajalni čas in prostor nista enotna, saj pripovedovalec čas raztegne. Sicer nam ni znano za kako dolgo, vendar je iz same pripovedi razvidno, da se dogaja dalj časa.
Pripovedovalec junake postavi v različna okolja. Čevljarjev dom in nato še štiri druge. To so tisti štirje, kjer škrat oblega gradove in ga čevljar prežene.
Na začetku se oba, čevljar in škrat, držita dogovora. Vendar pa na koncu čevljar prelomi dogovor in gre škrata spodit, čeprav sta se dogovorila, da ga po treh obleganjih s četrtega gradu ne pride podit.
Tukaj bi lahko čevljarja označili kot izdajalca in prevaranta ter denarno pohlepnega. Kajti čevljar se je, kljub dogovoru s škratom, odpravil škrata spodit, prav zaradi denarne nagrade. Lahko bi rekli, da je čevljar na koncu izpadel hinavec. Vendar pa škrat vseeno ni bil na koncu nič boljši. Porušil je pol gradu. pa vendar bi lahko rekli, da je bil boljši od čevljarja.
Nauk te pripovedi naj bi bil; delaj pošteno in pošteno se ti bo vračalo.

### Vražji graben in Škratovica
Pripovedka je ljudska, saj avtor ni znan.
Pripovedka temelji na zgodbi, kako je čevljar ugnal dva zlobna škrata, ki sta se mu med delom posmehovala. 
V tej pripovedi lahko zasledimo zlobo, ki spremlja bitja, kot so škrati. Namesto, da bi pomagali čevljarju pri delu, so se raje posmehovali. 
čevljar v tej pripovedi ne izpade kot negativen lik, ampak so to škratje. V svoji nesramnosti so šli predaleč, prav zato pa jih je čevljar pokazal svoje. V pripovedki lahko zasledimo iznajdljivost človeka in pa kako se vrača zloba. Čevljar je bil iznajdljiv človek, ki je poznal ljudske šege in navade. Zato je vedel kdaj škratje izzivajo nalašč in kdaj samo iz dolgčasa. Tako je vedel kako ukrepati v primeru, ko ga je škrat izzival zardi svojega veselja. Čevljar se je znašel in prvega škrata enkrat, vendar dovolj močno, udaril. Ker se po pregovoru slabo s slabim vrača, se je škrat skotalil po bregu v jarek, kjer je mrtev obležal. Od tod ime Vražji graben.
Drugemu škratu se zaradi čiste zlobe ni godilo nič bolje. Tokrat je bil čevljar še bolj zvit in je škrata napeljal na novo zanko in ga ukanil. Na koncu je hodil po robu in se zibal na tanki veji. Veja se je pod težo zlomila in tudi drugi škrat se je ubil. Voda ga je odnesla in od takrat naprej se tisti potok imenuje Škratovica.
Ta pripovedka je neke vrste anekdota, kako je nastalo določeno ime.

### Škratov gozd
Ta pripovedka nam govori o tem kako se je del gozda znašel visoko na planinah. To naj bi bila zopet neke vrste anekdota, ki govori o zlobi škratov in o njihovi nevoščljivosti. Pripoved govori o škratih, ki so sprli dva zelo dobra prijatelja, soseda. 
V pripovedi zopet srečamo zoben in neprijazen značaj škratov, ki se jih drži že od nekdaj. Pa vendar opazimo, da drži pregovor dobro se z dobrim vrača, slabo pa s slabim. 
Zapazimo pa tudi človekov najbolj predvidljiv značaj. In to je ljubosumje in nevoščljivost. Čeprav so do tega človekovega značaja privedle škratove hudobije in grdobije, vseeno ne moremo prezreti nevoščljivosti in maščevalnosti. 
Pripoved nam nazorno nakaže, da se hudobija, nevoščljivost in maščevalnost ne splačajo, saj vse to vodi v pogubo. Pa vendar moramo priznati, da imamo ljudje nevoščljivost v krvi že od rojstva, le-ta pa pride na plan z leti in izkušnjami. In prav izkušnje bi nam morale biti vzor, pa vseeno ne naredimo nič. Postanemo še bolj zadržani in nevoščljivi. In prav to se je naredilo kmetoma, ki sta dopustila, da ju škratova hudobija spre ter privede na plan temno stran njunega značaja. 
Tako je njun spor vodil enega v pogubo, medtem pa se je drugi rešil in začel na novo. Kmet, kateri je nesrečno umrl, je poln jeze zavpil škratom naj vzamejo njegovo polovico gozda. In veste kaj? Prav to so storili. Gozd so si oprtali na rame in odšli. Ujela jih je jutranja zarja in izgubili so svojo moč. Tako je gozd ostal na vrhu hriba in ubogi kmet se je zaradi svoje nesreče obesil. Od takrat naprej se tisti vrh tudi imenuje Obešenica.

### Škrat čuva denar
Pripoved je ljudska, avtor ni znan. 
v pripovedki je pripovedovale ustvaril enoten čas dogajanja. Čas je postavljen v en dan, izjema je samo pripovedovalčevo nakazovanje začetka. Kraj sicer ni enoten, dogajanje je postavljeno na pašnik, v jamo in na dom. 
Na začetku pripovedi pripovedovalec pove, kako so škratje čuvali vse kar so imeli za svoje. In za to bi dali tudi svoje življenje. Pripoved je postavljena na temelju čuvanja denarja in zakletosti jame. 
V njej nastopata škrat in pa pastirček, ostali predstavljajo le stranske osebe. Pripoved bi si lahko razlagali kot pohlep pastirčka, saj je ob prvem srečanju v jami vzel le malo denarja. Vendar je za seboj pusti paličice, da bi potem lahko našel pot nazaj. In prav ta de bi si lahko razlagali kot pohlepnost. Ni mu bilo dovolj tisto malo, hotel je še več. 
Škratje se tukaj sploh ne izkažejo kot hudobni, vendar kot zaščitniški do tistega kar je njihovo. Verjetno so prav zato pobrali palčke, ki jih je pustil pastirček. 
Od pripovedi do pripovedi je odvisno kakšen značaj pokažejo škratje. Predvsem pa lahko vidimo človekove pomanjkljivosti in slabosti, ki pa se kažejo predvsem preko značaja.

### Škarifič je odpeljal deklico
Čas pripovedi ni znan, zato pripoved ne moremo uvrstiti v neki določen dogajalni čas. 
Pripoved lahko uvrstimo v določen del Slovenije, iz katerega pripoved izhaja. In naša pripoved je svojo pot začela na Primorskem. To pa vemo po besedi škarifič. tako poimenujejo škrata na Primorskem. 
Pripoved temelji na tem, da na svetu obstajajo zlobna bitja, ki ne prizanašajo nikomur. In ta bitja so tukaj škrati. 
Po besedah pripovedovalca, so škarifiči ugrabljali dekleta, ko je začela padati noč. Ko se jim je pokazala priložnost so jo pograbili in odpeljali ubogo dekle. Le-to so spustili šele ko je ubogo bitje umrlo. In po pripovedovalčevi pripovedi lahko izvemo še, da so imela dekleta oči polne solz, čeprav so bila mrtva. 
Iz te pripovedi je razvidno za kako okrutna in neusmiljena bitja so imeli ljudje škrate.

### Škrat z brega v breg skače
Ta pripoved je neke pravljica. Kar lahko povem o tej pripovedki je to, da je iz nje razvidno, kako so starejši ljudje strašili mlajše, naj ne hodijo ponoči ven. 
To naj bi jih namreč kaznovalo in videli naj bi moža in ženo ter pa škrata, ki se z veje na vejo oprijema in skače z enega brega na drugega.
Tako otroci niso upali nikamor sami ven, kaj šele zvečer, ko se je spustil mrak. Kar še lahko razberemo iz pripovedi je neka lastnost, ki se zelo velikokrat pokaže pri ljudeh. To je lahkovernost. In prav zaradi tega so lahko starejši prepričali mlajše.

### Škratovemu fantku razbijejo skledico
Pripoved je zopet neke vrste prikaz kaj zahtevajo škratje in kakšen je njihov značaj.
V pripovedi naletimo na vračilo. Lahkomiselni pastirji so metali kamenje v neko jamo. Pri tem so škratovemu fantiču razbili skledo iz katere je jedel. Škrat je prišel na plan in zahteval pojasnilo. Najstarejši med pastirji se je dobro znašel in rekel, da je koza ponesreči brcnila kamen v jamo. 
Škrat je verjetno kot povračilo za škodo vzel kozo in jo odnesel. Zahvala, da ni vzel enega izmed pastirčkov gre prav pastirjevi iznajdljivosti. 
Lahko bi rekli, da je iznajdljivost človekova vrlina, ki nam pomaga ko zaidemo v težave.

### Škratovo plačilo
Dogajanje ne moremo postaviti v določeno obdobje ali čas, saj nam ga pripovedovalec ne pove dovolj natančno.
Osebe, ki se nekako največkrat pojavljajo so kmet, sosed in pa škrat. Iz te pripovedi lahko povlečemo tri glavne ideje. Materialno preskrbljenost, ki si jo želi kmet, nevoščljivost, ki je upodobljena v sosedu in pa zvestost škrata pogodbi.
Ljudje znamo biti včasih tako predvidljivi, kot je nakazano v tej pripovedi. Da bi bil kar najbolje preskrbljen, je kmet podpisal pogodbo s škratom z lastno krvjo. Škrat se je pogodbe držal, vendar je v zameno zahteval seveda plačilo. Razberemo lahko da kljub temu, da škratje delajo včasih dobro za ljudi, vedno nekaj zahtevajo v zameno. 
Na plan pride tudi sosedova nevoščljivost, češ sosed je boljši od mene. Dandanes se pogosto srečujemo z  nepoštenimi sosedskimi odnosi. Veljalo naj bi, da naj bi sosed sosedu pomagal, tukaj pa se prikaže ravno nasprotno. Vidimo nevoščljivost in maščevalnost.

### Škuberl
Škuberl je pripoved o škratu, ki ga srečamo samo v podzemlju. Z njim so imeli opravka le rudarji, ki so izkopavali rudo. 
V pripovedki zopet zasledimo naklonjenost škratov, seveda s povračilom in plačilom. Med rudarji naj bi veljalo, da jim je škuberl kazal rove, ki so bili polni rude. V zameno za to pa je zahteval hrano. 
Ko pa se začnemo ljudje norčevati iz dobrih stvari iz tega po navadi ne pride nič dobrega. In prav to je zaznati tukaj. Rudarji so se ponorčevali iz škuberla in ta jim je nehal kazati rove polne rude.
Lahko bi rekli, da se ljudje počasi naveličamo vseh dobrih stvari. Zato včasih mislimo, da si zaslužimo še več in rodi se pohlepnost.

### Škrat čuva divjad
Tukaj zasledimo naivnost škratov, ko mislijo, da jih ljudje ne vidijo in ne slišijo. In prav zaradi te naivnosti škratje niso poklicali pomoči in ostali so brez gamsa.

### Lovec Rusel in škrati
Dogajalni čas in prostor sta enotna, saj se cela pripoved nanaša na en sam dan. 
Po besedah pripovedovalca izvemo, da je bil lovec nesramen do škrata, ko ga je le-ta poprosil za hrano. Zato mu je škrat vrnil milo za drago. Začel je peči žabe na njegovem ognju in olje je kapljalo na njegovo meso. Zato se je razjezil in ga pretepel. Tukaj lahko vidimo človekom hitro vzkipljiv značaj, ki se pokaže predvsem takrat kadar nam kaj ni prav. Če bi bil lovec bolj prijazen, bi mu morda še pokazal kje naj lovi, da bo kaj ujel. 
Kasneje pa je bil lovec tudi zelo iznajdljiv in zvit, kajti namesto svojega imena je škratu na vprašanje kdo je, odgovoril:
»Jaz sam.«
In prav zaradi tega odgovora so se drugi škrati smejali prvemu, kajti namesto, da bi povedal ime lovca, ki ga je pretepel, je odgovoril, da se je pretepel on sam. 
Iz tega lahko vidimo tudi naivnost škratov.

### Kanih
Kanih je hišni duh ali škrat, ki živi v bližini človeških domačij. Je majhen možic, velik kot šestletni deček, kar pa le prikriva njegovo resnično moč. 
V pripovedki je kanih ponoči kuhal nekakšen zvarek in ga ponujal medvedu. 
In prav ta vsiljivost kaniha je botrovala temu, da sta se z medvedom stepla. Medved mu je strgal hlače in kanih jih še danes šiva. 
Iz te pripovedi lahko razberemo, da se vsiljivost in neprijaznost ne splačata, saj nas lahko to ogromno stane. 
Če pogledamo samo kaniha, kam ga je pripeljala njegova vsiljivost, pa bomo videli kam nas bo naslednjič pripeljala naša.
Motivno-tematske povezave: Včasih so ljudje verjeli, da se škratje prikazujejo povsod – v gorah, gozdovih, rudnikih, močvirjih, celo ob domačem ognjišču. V tistih časih skorajda ni bilo človeka, ki ne bi srečal vsaj enega palčka ali škrata, nekateri pa naj bi jih celo udomačili in jih napravili za svoje pomočnike. Nekateri so jih po pripovedovanjih pomagali celo bogateti.
Sicer pa slovanski narodi poznajo veliko različnih vrst palčkov oziroma škratov. Tu so navedeni le tiste vrste, ki je najpogosteje pojavljajo v interpretacijah: 
- Gozdni škrati čuvajo gozdove, drevesa, divjad in pa gozdne zaklade, ki skrivajo marsikaj.
- Planinski škratje naj bi zelo velikokrat prestrašili in presenetili okoliške pastirje, ki so pasi v bližini.
- Poznamo tudi gorske pritlikavce, ki jim pravijo tudi berkmandeljci ali perkmandeljni, gorski škratje, na Rožu in na Koroškem pa naj bi jim pravili škuberl. Ti škrati naj bi kopali rudo, poznali vse gorske zaklade in rove, človeku pa naj bi celo pokazali tudi pot do njih. Ker pa so bili včasih rudarji nesramni, so škratje le-te kaznovali. In to tako, da jim niso hoteli pokazati nobene rudne žile več. To pa je vodilo v zaprtje rudnika.
- Razširjeno je tudi o hišnih duhovih, ki naj bi bili nekakšni dobri duhovi domačega ognjišča. Mednje spada tudi kanih. Ti naj bi človeka sicer napeljevali k dobremu, vendar pa so tiste, ki so jih razdražili ali se norčevali iz njih, kaznovali.
- Nekateri škrati naj bi prinašali tudi denar in materialne dobrine.
- Škratje pa so poznani tudi po tem, da človeku ponagajajo in ga strašijo, bodisi v gradovih, odmaknjenih gozdovih ali gorskih votlinah.
- V Nadiški dolini lahko najdemo številne zgodbice o škratih, ki največkrat nastopajo kot zlobna bitja, ki človeku povzročajo le škodo ali pa se iz njega norčujejo. Škrati se včasih obnašajo tudi kot divji možje.
- Vendar pa škratje ne delajo le slabih stvari, človeka naj bi naučili tudi marsikaj koristnega, kot so na primer razne veščine (kovaštvo, obdelovanje kovin in dragih kamnov, zdravljenja, peke,…).

Škrate pogosto zasledimo v bajkah in raznih pripovedkah, vendar imajo vseskozi naporen in nagajiv značaj.

### Vedomci te speljejo na napačno pot in O vedomcih
Obe pripovedki govorita o isti stvari, zato je interpretacija skupna. 
v prvi pripovedki nastopa mati pripovedovalca, ki je doživela srečanje z vedomci. Potegnili oziroma zapeljali so jo na pot kamor je vodil prepad.
Druga pripovedka pa govori o kmetici, ji se je pustila zapeljati vedomcem. Le-ta se je le ustrašila in pobegnila.
Iz obeh pripovedk je razvidno, da naj bi bili vedomci neke lučke, ki zapeljujejo ljudi na stranpoti. Po pripovedi naj ne bi bili zlobni in naj ne bi ljudem storili nič žalega. To store le v primeru, da se počutijo ogrožene.
Motivno-tematske povezave: Vedomci se povečini pojavljajo le v redkih pripovedka, saj naj bi bila to neka svetleča bitja, ki zapeljujejo ljudi.
V Reziji vedomce opisujejo kot majhno skupino otrok, ki se prikazujejo v naravi. Takšne vrste predstav pa se še najbolj približajo liku škrata, za katerega so ponekod menili, da je duh otroka, ki ga je mati zavrgla.

### Orko raste prek dreves, Ponoči ti orko naredi prepad, da ne moreš iti naprej in Orko
Dogajalni čas je raztegnjen, vendar ne vemo na koliko časa. 
Prva pripoved govori o dveh fantičih, ki sta morala po ovce v goro, pa sta videla ogromnega moža, ki je rasel prek dreves. To naj bi bil orko. Tako sta nekega dne pobegnila in orko ju je ujel. K sreči sta se potem uspela rešiti.
Orko naj bi predstavljal neko zlobno bitje, ki je ljudi napeljal na pot ki je že trenutek zatem postala vse naokoli prepadna.
Podobno dogajanje je tudi v drugih dveh pripovedkah, le ta v drugi nastopa pripovedovalec sam, ki pripoveduje o tem kako se je rešil pred orkom. Tu mu je pomagala, kot lahko iz same pripovedi razberemo, njegova iznajdljivost in dober spomin.
V tretji pa nastopa pripovedovalčeva mati in dve prijateljici, ki so se napotile na pot. Prav tako so naletele na orka, ki je okoli in okoli njih naredil prepad. Tako so tam ostale vso noč. Vidimo, da niso bile prav iznajdljive in da verjetno niso poznale ukane, s katero bi se lahko rešile.
Motivno-tematske povezave: Bajeslovnega bitja z imenom orko ne zasledimo v veliko pripovedkah ali bajkah. To naj bi bil duh divjin, ki v gozdnem in gorskem svetu straši ljudi.
V knjigi V somraku kraljestva palčkov in škratov se bitje v podobi orka pojavi v pripovedkah, ki so zgoraj interpretirane. 
V obravnavani knjigi je predstavljen kot prevelik in ogromen mož, ki lahko spremeni svojo podobo ali pa celo povzroči takšne spremembe v okolju, da človek ne najde več poti nazaj.

## Zaključek
V pravljicah je človeška domišljija pogosto obogatila in okrasila prvotne motive in jih prilagodila otrokom zato, da bi ustvarili prijetno razpoloženje in ne samo strašnega, kot se pogosto dogaja v pripovedkah. V današnjem času ljudje ne verjamejo več v palčke, škrate in orke, vendar pa se je izkazalo iz pogovora z ljudmi, da je spomin na ta bajna bitja še vedno zelo živ. Tovrstne pripovedi niso bile samo zgodbe, da bi otroke zabavale ali strašile, temveč tudi pričevanja nekaterih oseb, ki so doživele izkušnjo z nadnaravnim. Nekateri prav trdijo, da so oni sami ali pa bližnji sorodniki videli to ali ono nadnaravno bitje ali prikazen.— —Monika Kropej: V somraku kraljestva palčkov in škratov.